# میض (یمن)
 میض  روستایی است در عزلهٔ (الخبرا)، از شمال البیضاء، در ناحیهٔ (أثاؤید)، از توابع استان 

## جمعیت
جمعیت آن ۷۶ نفر (۶ خانوار) می‌باشد.